# Osvaldo Baliza
Osvaldo Alfredo da Silva (Oswaldo Alfredo da Silva) (9 października 1923 – 30 września 1999) – piłkarz brazylijski znany jako Osvaldo (Oswaldo) lub Osvaldo Baliza (Oswaldo Baliza), bramkarz.
Urodzony w Tanguá (stan Rio de Janeiro) Osvaldo rozpoczął karierę piłkarską w 1943 roku w klubie Botafogo FR. Razem z Botafogo zdobył w 1948 roku tytuł mistrza stanu Rio de Janeiro.
Jako piłkarz klubu Botafogo był w kadrze reprezentacji podczas turnieju Copa América 1949, gdzie Brazylia zdobyła tytuł mistrza Ameryki Południowej. Ponieważ podstawowym bramkarzem reprezentacji był Barbosa, Osvaldo nie zagrał w żadnym meczu.
W Botafogo grał do 1952 roku, po czym w 1953 roku został bramkarzem klubu CR Vasco da Gama. W 1954 roku przeszedł do zespołu EC Bahia, z którym zdobył tytuł mistrza stanu Bahia. Rok później do klubu Sport Recife, w którym grał przez 5 lat. Razem z klubem Sport zdobył trzy tytuły mistrza stanu Pernambuco – w 1955, 1956 i 1958 roku.
W 1959 roku został bramkarzem klubu Canto do Rio Niterói, w którym w 1960 roku zakończył karierę piłkarską.